# James DeLancey
James DeLancey, né le 27 novembre 1703 à New York et mort le 30 juillet 1760 à New York, est un homme politique de la colonie de New York. Il fut chief justice, lieutenant-gouverneur et gouverneur colonial par intérim de la province de New York.
Il est le fils de Stephen DeLancey, né Étienne de Lancy (1663-1741), un immigrant huguenot normand qui s'installa à New York et fit fortune dans le commerce.
Une rue, la Delancey Street, porte son nom à Manhattan. James Delancey possédait une propriété à cet endroit. 

## Source
- (en) Cet article est partiellement ou en totalité issu de l’article de Wikipédia en anglais intitulé « James DeLancey » (voir la liste des auteurs).